# まいばすけっと

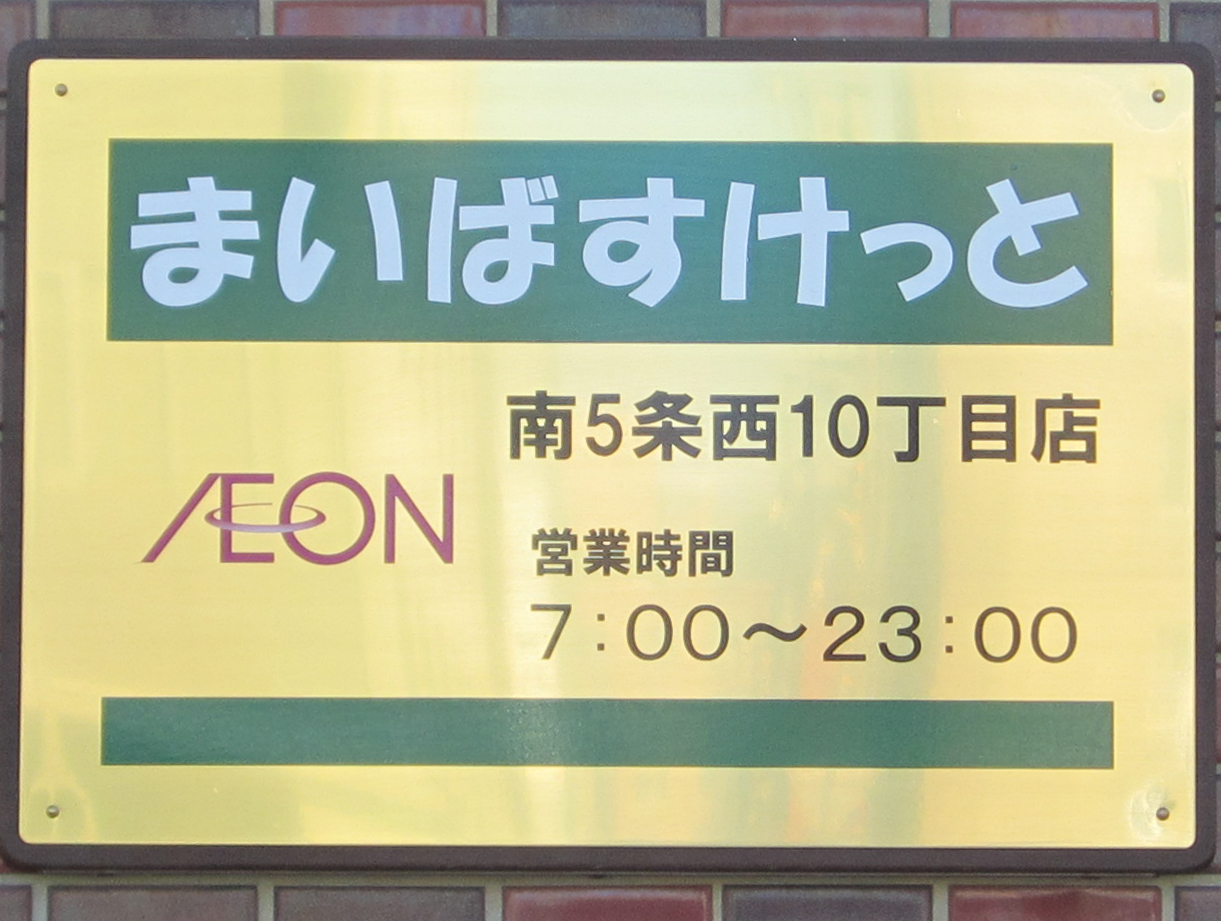
店名ロゴ

まいばすけっと（英: My Basket）は、イオングループが首都圏および北海道で展開する、都市型小型食品スーパーマーケットの店舗ブランド。
本項では、首都圏で「まいばすけっと」を運営するまいばすけっと株式会社についても記述する。同社は、イオンリテールが行ってきた首都圏の「まいばすけっと」事業を分社化するために設立された企業である。

## 概要
イオングループが展開するイオンやマックスバリュのような駐車場を備えた郊外型大型店舗とは異なり、高齢化や人口の都心回帰に対応して、市街地の小型店舗を出店することにより、徒歩で買い物に行く層を開拓する狙いがある。さらに政府がまちづくり3法見直しで進める大型店規制への対策という側面もある。
商圏は半径300m以内かつ2,000世帯以上として設定されている。撤退したコンビニエンスストアや小型スーパーの店舗跡に居抜き出店を行い、初期投資を抑える例が多い。売場面積は150m2前後で、生鮮食品が売上の30%を占めており、生鮮コンビニと競合する業態である。営業時間は店舗により異なるが、7時（一部店舗では8時）開店・23時閉店などであり、コンビニエンスストアのような24時間営業は行わない。
また特売折込チラシの配布は行わず、特売日も設けないEDLP戦略を採用している。価格設定は総合スーパーのイオンや食品スーパーのマックスバリュに準じており、100円ショップのような均一価格ではない。プライベートブランドであるイオントップバリュ商品を取り揃え、見切り商品の値引きを行うなどして生鮮コンビニより割安感を出している。
「お客さま感謝デー」でのイオンカード支払いによる5%引きサービスは実施していないが、毎月5日・15日・25日のわくわくデー（WAON/ときめきポイント2倍）や、イオンカード会員数が一定の人数に達した際などに実施される記念サービス期間（WAON/ときめきポイント5倍）のサービスは行っている。また、まいばすけっと株式会社が運営する首都圏の店舗では、2021年10月より「会社設立10周年記念感謝企画」として、毎月10日・20日・30日にWAON POINT5倍キャンペーンを行っている（2022年2月現在）。
看板は緑色で「まいばすけっと」の屋号のほか、営業時間を表記する店舗が多く、看板に「ÆON」や「トップバリュ」のロゴを表記している店舗もある。小規模店舗が多く、かつドミナント出店を行っているため、中延3丁目店と東中延店のように近隣店と数十メートルしか離れていない店舗もある。一方で中規模スーパーマーケットに居抜き出店する場合もあり、同じイオングループのイオンエブリが運営する「つるかめランド」から業態転換した蒲田店（閉店済）は2フロア分の広さがあった。
住宅街に店舗が多数存在するため、多くの店舗の名前は「まいばすけっと（地名）×丁目店」となっている。駅のすぐ近くにある店舗は基本的に「まいばすけっと（駅名）駅前店」となっており、複数店舗がある場合は「○○駅北店」「○○駅東店」など方角を店名に入れることが多い。

### 店舗展開
現行店舗一覧は、以下の公式サイトのリンクを参照。
- 首都圏 - まいばすけっと株式会社「店舗情報」
- 北海道地区 - イオン北海道「まいばすけっと店舗一覧」

2022年現在、首都圏1都3県（東京都・埼玉県・千葉県・神奈川県）および北海道札幌市内でドミナント出店を行っている。東京都内の店舗は東京23区に集中しているが、多摩地域では武蔵野市を皮切りに、狛江市・調布市へも進出して店舗を増やしつつある。
2022年10月現在、首都圏での店舗数は約1,100店、北海道での店舗数は42店である。2018年以降は、3,000店を目標として店舗網を急速に拡大している。
首都圏ではイオンリテールが2005年12月、第1号店である新井町店（横浜市保土ケ谷区、閉店済）を出店。2007年には横浜市・東京23区に10店舗を出店。2010年11月までには横浜市・東京23区・川崎市に約150店を出店した。2011年10月5日時点では、東京都と神奈川県に222店舗を出店していた。首都圏ではその後、2014年に500店、2016年には600店、2018年には700店、2020年には900店、2022年には1,000店出店を達成した。
北海道地区では、イオン北海道が2012年3月、道内第1号店として札幌市に南5条西10丁目店を出店した。イオン北海道による道内での店舗展開は、2014年度までに100店舗を目標としていた。

## まいばすけっと株式会社
まいばすけっと株式会社（英: My Basket CO., LTD.）は、千葉県千葉市美浜区の幕張新都心に本社を置く、首都圏1都3県（東京都・埼玉県・千葉県・神奈川県）で都市型小型食品スーパーマーケット「まいばすけっと」を運営するイオングループの企業。
イオン株式会社は、2005年よりイオンリテール株式会社が行ってきた「まいばすけっと」事業を分離独立させるため、2011年9月21日にまいばすけっと株式会社を設立。2012年1月21日付で会社分割により事業を承継させた。
まいばすけっと株式会社への事業承継後も、引き続きイオングループの会社として、イオンオーナーズカードやイオン株主優待券、WAONやSuica電子マネー（および交通系ICカード全国相互利用サービス対応カード）などの電子マネーは利用できる。商品券はイオングループ発行のもの以外は利用できなくなった。

### 沿革
- 2005年（平成17年）12月25日 - イオンリテール株式会社がまいばすけっと1号店として、新井町店（神奈川県横浜市保土ケ谷区、閉店済）を出店[3][9]。
- 2006年（平成18年） - チェーン展開を開始、神奈川県横浜市・川崎市、東京都品川区・大田区へ出店[3]。
- 2008年（平成20年）- 東京都目黒区・世田谷区へ出店[3]。
- 2011年（平成23年）
  - 9月21日 - まいばすけっと株式会社を設立[3]。
  - 10月4日 - イオンリテール株式会社を分割会社、まいばすけっと株式会社を承継会社とする吸収分割契約を締結[4]。
- 2012年（平成24年）
  - 1月21日 - 会社分割（吸収分割）によりイオンリテールから分社化[3]、まいばすけっと株式会社へ事業を承継[4]。
  - 2月24日 - 会社設立を記念し「創業祭」を既存246店舗で開催。
- 2016年（平成28年）4月8日 - 足立区に千住大橋駅北店を開店、東京23区全区に出店[3][14]。
- 2018年（平成30年）12月14日 - 吉祥寺南町4丁目店を開店、武蔵野市へ進出。多摩地域初の店舗となる[3][15]。
- 2021年（令和3年）
  - 10月15日 - 和泉多摩川駅東店開店、狛江市へ進出[16][17]。
  - 10月20日 - 会社設立10周年企画を開催。
  - 10月22日 - 埼玉県（川口中青木5丁目店）、千葉県（南行徳メトロセンター店）へ初出店[3][18]。
- 2022年（令和4年）
  - 1月14日 - 1000店舗目となる大森北1丁目店を開店[3][19]。
  - 12月9日 - 調布多摩川1丁目店を開店、調布市へ進出[20]（ローソンストア100調布多摩川店の居抜き出店）[21]。